# 神出鬼没!タケシムケン
『神出鬼没!タケシムケン』（しんしゅつきぼつ タケシムケン）は、1999年4月18日から2000年3月19日までテレビ朝日系列局で毎週日曜 18:56 - 19:56 (JST) に放送されていたテレビ朝日制作のバラエティ番組でビートたけしと志村けんの冠番組である。

## 番組概要
1997年から1998年にかけて同局で放送したビートたけし司会の特番『ビートたけしのD-1グランプリ』に志村けんがゲスト出演した事がきっかけで、2人が共演する機会が増えたため、距離感が縮まった2人によるレギュラー番組を実現させようと企画されたバラエティ番組である。番組のタイトルは2人の名前を合体したもの。
当初はお笑い界の2大スターが競演ということで局側も力を入れたものの、1年間の短命番組に終わった。
たけしは後年、自著の中で「この番組は自分達がやりたかった事と、スタッフがやろうとした事の意思疎通がうまく取れなかった。最初の打ち合わせとは、全然違う物になって、スタッフも"はい"と返事する割には、出来た企画がまずいラーメン選手権とかあんなもんだろ。だからもう（スタッフは）言うこと聞かないと思ってるね」と綴っていた。
また、2020年3月29日に志村が逝去した際に、たけしは当番組について「2人ともボケとツッコミの両方ができるタイプなので、本来ならボケとツッコミを役割分担した方が良かったが、お互い遠慮して、消化不良で終わってしまった」とも述べていた。

## 出演者

### MC
- ビートたけし
- 志村けん

### コーナーMC
- 永井美奈子
- 徳永有美（当時テレビ朝日アナウンサー）

### コーナー出演者
- 浅草キッド
- ダチョウ倶楽部
- ガッツ石松
- 越前屋俵太
- 上原さくら
- 安西ひろこ
- 氷川きよし
- ビートきよし
- 山田五郎
- 優香
- 山田花子
- ユースケ・サンタマリア
- ヒロミ
- ネプチューン
- 藤井隆
- 野々村真

## 主なコーナー
神出鬼没!
たけしと志村がさまざまな場所に侵入していたずらをする、当番組の目玉とも言えるコーナー。例えば、エステサロンでエステティシャンが客に無断でたけしと志村に入れ替わり、相手が無抵抗なのをいいことにいたずらをするところを隠しカメラ（監視カメラ）で撮影するといったものである。コーナー冒頭では、たけしは「足立区の悪魔」、志村は「東村山の鬼畜」と紹介された。
後楽園ゆうえんち（現・東京ドームシティアトラクションズ）で行われたロケでは、当時テレ朝で放送されていたアニメ『神風怪盗ジャンヌ』ショーに乱入。たけしがドン・チャック、志村が狼のラッパの着ぐるみをかぶりジャンヌの着ぐるみにセクハラ的ないたずらをした。たけしが正体をばらした時にはジャンヌ役のスーツアクターははしゃぎまわったが、アポ無しの乱入だったことから番組スタッフはあとで怒られたという。このロケは番組開始当初に行われ、着ぐるみの顔にモザイクを入れて初期の番宣でオンエアしていたものの、問題があったのか、放送は終盤まで後回しにされた。
氷川きよしデビュー当時のコンサートにも神出鬼没した。これはたけしが氷川のデビューに関わっていたためで、当初氷川のメディアへの露出は当番組をメインに行われた。
ワールドカレーニュース
カレーに関する架空の出来事をVTRとして取り上げ、それに志村がコメントするというコーナー。VTRの例として「『ファイナル・カレー・ファンタジー』というテレビゲームソフトが発売され、それを買うために行列が出来ている」「流鏑馬の行事で『今年の運勢は中辛』という結果が出た」などがあった。志村は「くだらねぇよな」などと、あまりやる気のない発言に終始した。
まず〜いラーメン日本一決定戦
「ラーメンハンター」という副題がついた、『料理の鉄人』のパロディ風のコーナー。日本全国のまずいラーメン店同士がスタジオで実際にラーメンを調理し、負け残り方式で対決する。勝つと「ちょっとだけうまいラーメン屋」ののぼりが贈られた。
都内のラーメン店「彦龍」が5週連続敗北を収めたあと、間もなく地方の別のラーメン店も4週連続敗北を収め、この二店舗は殿堂入りを果たした。最後は殿堂入りのラーメン店同士で頂上決戦を行った。このコーナーのレポーターを務めていた浅草キッドは、当時プライベートでラーメン店に入ってもロケハンを疑われ、しばらくはラーメン店を出入禁止になった。
なお後日談として、当番組で一躍有名になった「彦龍」は、事前に連敗が仕込まれていたことや、志村に会いたかったため出演を承諾したことを店主自身が語っていた。一種のやらせであったが、特に問題視はされなかった。
勝ち抜け!イタコ選手権
降霊師2人が出場してテーマとなる故人を降霊し、より故人を偲ばせたほうが勝ちとなる。冒頭で「○○○○（架空の団体）推薦番組」とクレジットされた画像が映し出され、アニメ『新オバケのQ太郎』のテーマ曲のイントロとエンディングをつなぎ合わせたものが流れた。審査員のたけしと志村は、毎回コスプレをして登場した。
降霊師は、美人降霊師の高野モナミ、「降霊降霊、♪これこ〜れ、石の地蔵さん〜」という迷言を残した「自称・降霊界のロバート・デ・ニーロ」こと松隈雪洲、腹話術人形「しんちゃん」を介しての降霊術を行うホームズ三世らが出場した。
心霊を扱った企画ではあるが、内容はかなりものまねショーに近く、放送2回目で「このコーナーに登場する霊能者ってお笑い芸人の人なんでしょうか?」と言う旨のハガキが寄せられたほどだった。しかし、それとは裏腹に「霊障が多く、収録が大変だった」とのこと。最終回では、高野モナミと対戦者の波羅門が収録中に憑依したゲスト審査員の除霊を行う場面のVTRが流れた。
子供たちに贈る歌
当時流行していた『だんご3兄弟』に対抗する新しい歌を、かぶりものをしたたけしと志村が披露。持ち歌は「えだ豆5兄弟」「いくら千兄弟」「カズノコ万兄弟」「ピスタチオひとりっ子」「ブラジャー2姉妹」「キャビア十万兄弟」「双子の鉄アレイ」など。
「ピスタチオひとりっ子」は、ピスタチオのかぶりものをした2人が「ピ、ピ、ピスタチオはひとりっ子!」と半ばやけくそでワンフレーズを歌うだけで、あまりのひどさに流石の2人も恥ずかしそうにしていた。また「ブラジャー2姉妹」は、山本リンダの『狙いうち』のメロディで「ブラジャー、ブラジャー、ブラブラジャー」と繰り返すだけで、ブラジャーのかぶりものをした2人が「だからやだと言ったんだよ俺（志村）」「ブラジャーチクショウ（たけし）」と恥ずかしそうに不満を漏らしていた。
アイ〜ン星人
志村と安西ひろこが「アイ〜ン星人」に扮装し、全国に突然お邪魔する。BGMには『人造人間キカイダー』等、特撮番組のBGMを使っていた。
タケシムケン・お笑いコント部
たけし、志村、ダチョウ倶楽部によるショートコント集。放送末期では『ドリフ大爆笑』で放送したコントをリメイクして演じた。
すこやか日本列島 笑顔でコンニチワ
越前屋俵太が霞ヶ浦中央テレビ（架空の放送局。略称はKCTV）の紀行番組に出演し各地の風景をレポートする、という設定のミニコーナー。必ず最後は、俵太が湖に落ちたり、大量の水を浴びせられたりする展開だった。
俵太によれば、当時彼はNHK総合の『ひるどき日本列島』に出演したものの、転んで琵琶湖に落ちるボケを披露し続けたためNHKを出入禁止になり、それを知った当番組のスタッフから「とりあえず水に落ちるだけでいいから」と声をかけられ出演したという。
ガッツの部屋
『徹子の部屋』のパロディで、ガッツ石松がホストを務めるトークショー。その様子を浅草キッドが別室で観察し、ツッコミを入れる。第1回のゲストは藤谷美和子、第2回はマリアン、第3回は藤岡弘、だった。
新人熟年漫才師南極28号 鈴本演芸場への道
たけしとビートきよしの2人が「南極28号」という新人漫才コンビに扮し、様々な場所で漫才を披露する。
芸能刑事
たけし、志村、ヒロミの3人が刑事に扮し、取調べという形式でゲストを嘘発見器にかける。『たけし・所のドラキュラが狙ってる』の「ドラキュラ裁判」と同内容。
たけし志村被害者の会(1999年5月30日放送)
他番組でたけしと志村に酷い扱いを受けているダチョウ倶楽部や野々村真ら被害者が2人に復讐すると言う内容であるが、終盤で進行役のヒロミが急にたけし・志村側に寝返り、ビートたけしのお笑いウルトラクイズ張りのバススタントを展開するロケバスで被害者側が地獄を見ると言う結末となった。
その他、たけし・志村と当時共演経験がほぼ無い藤井隆やネプチューン（たけしとネプチューンは当番組が初共演）にドッキリを仕掛けた企画もあった（ネプチューンは原田泰造がドッキリのターゲット）。

## スタッフ
- ナレーター：奥田民義
- 構成：伊藤正宏、都築浩、海老克哉、堀田延、鈴木おさむ、田子浩司
- スタジオ技術
  - TD：宮田一（テレビ朝日）、平野友章
  - CAM：有泉重正（テレビ朝日）
  - LD：高橋孝男（テレビ朝日）
  - 照明：田中靖夫
  - VE：西澤康永
  - 音声：細谷真昭
- ロケ技術：イムプレス
  - CAM：稲田晃宏、藤本裕武
  - VE：牧野浩人
  - 音声：平見進
- 美術・デザイン：高原篤、宇家譲二（テレビ朝日）
- 美術進行：猪俣正隆、根古屋史彦
- 小道具：上野敏秋
- 装置：野間恵美子
- 特殊効果：大宮敏嗣
- 美粧：北森久光
- 衣裳：樋口唄平
- 電飾：森岡輝秀
- タイトル：宍戸淳一
- 編集：渡辺篤（TDKコア 現：RAFT）
- MA：日吉寛（TDKコア 現：RAFT）
- ビジュアルクリエーター：薗部健（TDKコア 現：RAFT）
- 音効：柳原英博（佳夢音）
- TK：満松美弥子
- 広報：牧野秀幸（テレビ朝日）
- 技術協力：イムプレス、TDKコア、テイクシステムズ、佳夢音
- 美術協力：テレビ朝日クリエイト
- 音楽協力：テレビ朝日ミュージック
- 協力：リーライダーす、スーパープロデュース、K-max
- 企画協力：オフィス北野、イザワオフィス
- 制作協力：ウイルスプロダクション
  - プロデューサー：白根淳子
- 制作進行：椎葉宏治、竹山知子（ウインズウイン）
- AP：松井英光（テレビ朝日）
- ディレクター：石和富志男（スーパープロデュース）、小林浩司、本井健吾（テレビ朝日）、鶴見昂介、西原信行、佐藤伸行（スーパープロデュース）、土井聡司、岩永泰典
- 演出：李闘士男
- プロデューサー：深山典久（テレビ朝日）
- チーフプロデューサー：澤將晃（テレビ朝日）
- 制作著作：テレビ朝日

## エンディングテーマ
- 愛の法律/L'luvia
- ツメタイヒカリ/Plastic Tree
- ラストレター/Pierrot

## ネット局
| 放送対象地域  | 放送局           | 系列           | ネット形態 |
| ------------- | ---------------- | -------------- | ---------- |
| 関東広域圏    | テレビ朝日       | テレビ朝日系列 | 制作局     |
| 北海道        | 北海道テレビ     | テレビ朝日系列 | 同時ネット |
| 青森県        | 青森朝日放送     | テレビ朝日系列 | 同時ネット |
| 岩手県        | 岩手朝日テレビ   | テレビ朝日系列 | 同時ネット |
| 宮城県        | 東日本放送       | テレビ朝日系列 | 同時ネット |
| 秋田県        | 秋田朝日放送     | テレビ朝日系列 | 同時ネット |
| 山形県        | 山形テレビ       | テレビ朝日系列 | 同時ネット |
| 福島県        | 福島放送         | テレビ朝日系列 | 同時ネット |
| 新潟県        | 新潟テレビ21     | テレビ朝日系列 | 同時ネット |
| 長野県        | 長野朝日放送     | テレビ朝日系列 | 同時ネット |
| 静岡県        | 静岡朝日テレビ   | テレビ朝日系列 | 同時ネット |
| 石川県        | 北陸朝日放送     | テレビ朝日系列 | 同時ネット |
| 中京広域圏    | 名古屋テレビ     | テレビ朝日系列 | 同時ネット |
| 近畿広域圏    | 朝日放送         | テレビ朝日系列 | 同時ネット |
| 島根県 鳥取県 | 山陰放送         | TBS系列        | 遅れネット |
| 広島県        | 広島ホームテレビ | テレビ朝日系列 | 同時ネット |
| 山口県        | 山口朝日放送     | テレビ朝日系列 | 同時ネット |
| 香川県 岡山県 | 瀬戸内海放送     | テレビ朝日系列 | 同時ネット |
| 愛媛県        | 愛媛朝日テレビ   | テレビ朝日系列 | 同時ネット |
| 福岡県        | 九州朝日放送     | テレビ朝日系列 | 同時ネット |
| 長崎県        | 長崎文化放送     | テレビ朝日系列 | 同時ネット |
| 熊本県        | 熊本朝日放送     | テレビ朝日系列 | 同時ネット |
| 大分県        | 大分朝日放送     | テレビ朝日系列 | 同時ネット |
| 鹿児島県      | 鹿児島放送       | テレビ朝日系列 | 同時ネット |
| 沖縄県        | 琉球朝日放送     | テレビ朝日系列 | 同時ネット |

## 備考
- たけしが命名した氷川きよしのメディアへのお披露目もこの番組をメインにして行われ、「ビジュアル系演歌」のキャッチフレーズの下にプロモーションが展開された。
- 本番組よりテレビ朝日の日曜19時台は、18:56放送開始のフライングスタートとなった（当時日曜19時台がフライングだったのはテレビ朝日のみ）。このフライングは、2008年10月12日放送の『大胆MAP』まで続いたが、2010年10月放送の『シルシルミシルさんデー』から再度18:56開始のフライングスタートとなったが、2014年10月から放送開始された『オドロキ見たいテレビ びっくりぃむ』からは18:57開始に変更された。その後、2018年10月14日に開始された『ナニコレ珍百景』（第2期）からは18:30開始に繰り上げられた。
- また、テレビ朝日の日曜19時台が1時間枠になったのはこれが史上初である[13]。これで19時台が1時間枠になった経験が無い曜日は金曜日のみとなったが、2019年10月改編より金曜19時台も1時間枠となり、テレビ朝日の19時台は全曜日1時間枠となった。